# Ivana Kotíková
Ivana Kotíková, coniugata Nováková (Hranice, 16 luglio 1965), è un'ex cestista cecoslovacca.

## Carriera
Con la Cecoslovacchia ha disputato i Giochi olimpici di Seul 1988, i Campionati mondiali del 1986 e tre edizioni dei Campionati europei (1987, 1989, 1991).